# GeoNet (Neuseeland)
GeoNet ist ein landesweit vernetztes Monitoring-System für geophysikalische Vorgänge in Neuseeland. Über das Netzwerk werden Erdbeben, vulkanische Aktivitäten, Tsunamis, Erdrutsche und jedwede tektonische Deformationen im gesamten Land aufgezeichnet, überwacht, analysiert und ausgewertet.

Logo des GeoNet Projekts

GeoNet ist ein im Jahre 2001 ins Leben gerufenes gemeinschaftliches Projekt des Institute of Geological and Nuclear Sciences (GNS Science), einem neuseeländischen Crown Research Institute und der 1945 von der neuseeländischen Regierung gegründeten Earthquake Commission (EQC).

## Geschichte
Nach fünfjähriger Vorarbeit präsentierte die GNS Science im Jahr 2000 der Regierung ein Konzept für ein landesweites geophysikalisches Überwachungs- und Auswertungsnetzwerk. Das bestehende Netzwerk war seinerzeit fragmentiert und lief mit veralteten Instrumenten, die nicht mehr einem internationalen Standard entsprachen. In Folge beschäftigten sich die Earthquake Commission, verschiedene Wissenschaftler, End-User-Gruppen und zwei parlamentarische Gremien aus den Bereichen Bildung und Wissenschaft und Finanzen über 12 Monate mit dem Projekt.
Im Februar 2001 schließlich, gab die Earthquake Commission bekannt, rund 60 % der langfristigen Finanzierung eines neuen Hazard Monitoring Network (Gefahren-Überwachungs-Netzwerk) zu übernehmen und damit 5 Mio. NZ$ pro Jahr über mindestens 10 Jahre zur Verfügung stellen zu wollen. Die Kommission schloss einen Vertrag zur Realisierung des Projektes mit der GNS Science, indem 35 Mio. NZ$ Investitionskosten veranschlagt wurden und die Kommission 50 Mio. NZ$ Unterhaltungskosten für die ersten 10 Jahre übernahm. Das Hauptaugenmerk in den ersten drei Jahren der Realisierung wurde auf die Erneuerung des Erdbeben-Monitoring-Systems gerichtet. In der Umsetzung wurde unter anderem die Möglichkeit genutzt, zusätzlich auch schwächere Erdbeben aufzuzeichnen. Somit konnte man anhand der umfassenderen Daten Entwicklungen frühzeitiger erkennen. Gleichzeitig führte man ein neues Datenkommunikationssystem ein, über das ein modernes Datenmanagement möglich war. Kernpunkt der Projektvereinbarung war aber auch, alle Daten, Auswertungen und Erkenntnisse kostenfrei jedem in Neuseeland und auch darüber hinaus über ein robustes Netzwerk zur Verfügung zu stellen, das im Katastrophenfall trotz Teilausfällen noch funktioniert.
Eine im Oktober 2004 abgeschlossene erneute konzeptionelle Überprüfung des erneuerten Netzwerkes führte bei der EQC im Juni 2005 zu der Erkenntnis, die Mittel für die weitere Realisierung des Netzwerkes mit 75 Mio. NZ$ für 10 Jahre noch einmal kräftig aufstocken zu müssen.
GeoNet spielte bei den letzten großen Erdbeben des Landes, wie dem Gisborne-Erdbeben von 2007, dem Darfield-Erdbeben von 2010 und dem Christchurch-Erdbeben von 2011, eine wichtige Rolle in der gesicherten Zurverfügungstellung von aktuellen Erdbebendaten über das Internet.